# 양병곤
양병곤(梁秉坤, 1961년 2월 19일 ~ )은 대한민국의 언어학자이다.
경상북도 의성 출신으로, 1978년 부산대학교 영어영문학과에 입학하여 1982년 졸업하였고, 1984년, 동대학원에서 'Robert Frost시에서 본 천상과 지상을 향한 Swing고찰'이라는 논문으로 석사학위를 받았으며, 1990년 8월, 'Development of Vowel Normalization Procedures: English and Korean'이라는 논문으로 텍사스 대학교(University of Texas at Austin)에서 박사학위를 받았다.
1991년 동의대학교에서 교수로 임용이 되었으며, 2004년에는 부산대학교에 임용되어 현재까지 재직중이다.

## 저서
- 음성학 입문
- 음성언어의 이해(공역)
- 음성학과 음운론(공역)
- 음성과학(공역)
- 음성과학용어번역사전 (공편)
- 음성 및 언어 분석기기 활용법 (공편)
- 프라트를 이용한 음성 분석의 이론과 실제
- Praat Script를 이용한 음성분석과 변형
- 영어 발음 교육 공개소프트웨어에 의한 새로운 접근